# Gradske zidine u Puli
Pulske gradske zidine stare su više od 2000 godina. Obrambeni zid oko Pule počeli su podizati Rimljani tijekom 1. stoljeća pr. Kr. Tijekom vremena zidine su se rušile i obnavljale uz razne preinake.
Pulske gradske zidine okruživale su antičku Pulu koja je obuhvaćala usko područje oko glavnog pulskog brežuljka na kojem se danas nalazi mletačka utvrda. Najstariji dio zidina i ujedno najstariji sačuvani spomenik rimske arhitekture u Puli jesu Herkulova vrata izgrađena sredinom 1. stoljeća pr. Kr.
Na gradskim zidinama nalazilo se dvanaest vrata (Porta Ercole, Porta Gemina, Porta San Giovanni, Porta Stovagnaga, Porta Aurea...) od kojih je ostalo samo nekoliko sačuvanih. Od ukupne duljine gradskih zidina ostao je sačuvan tek manji dio koji se proteže od Dvojnih vrata do Herkulovih vrata, te dio od sadašnjeg gradskog kina do Slavoluka Sergijevaca.

## Više informacija
- Povijest Pule